# Wayne Mixson
John Wayne Mixson (New Brockton, Alabama; 16 de junio de 1922-Tallahassee, Florida; 8 de julio de 2020) fue un político estadounidense perteneciente al Partido Demócrata.

## Biografía

### Carrera
Mixson sirvió en la Cámara de Representantes de la Florida. En 1978 fue elegido vicegobernador de Bob Graham, oficiando entre 1979 y 1987. Durante su segundo mandato también fue secretario de Comercio del estado. En 1987 renunció a su cargo para convertirse en senador de los Estados Unidos. Mixson prestó juramento como gobernador durante tres días, del 3 al 6 de enero, cuando fue relevado por el gobernador electo Bob Martínez.
Durante las elecciones presidenciales de 2004, Mixson cruzó las líneas de los partidos para apoyar la reelección del presidente George W. Bush.

### Fallecimiento
Falleció el 8 de julio de 2020 en Tallahassee, Florida a los 98 años.